# Sieuwert Bruins Slot
Jan Albertus Hendrik Johan Sieuwert Bruins Slot (Drachten, 8 januari 1906 – Haarlem, 4 april 1972) was een Nederlands advocaat, antirevolutionair politicus, verzetsstrijder tijdens de Tweede Wereldoorlog en hoofdredacteur van het dagblad Trouw.

## Jeugd en opleiding
De gereformeerde Bruins Slot, zoon van Albertus Bruins Slot die burgemeester van Schiermonnikoog en van Smallingerland was en Antje Hoogeboom, ging in 1918 naar het Christelijk Marnix Gymnasium in Rotterdam waar hij in 1924 eindexamen deed en studeerde daarna van 1924 tot 30 mei 1928 rechten aan de Vrije Universiteit van Amsterdam waar hij op 13 maart 1931 promoveerde tot doctor in de rechtsgeleerdheid op een proefschrift over Guillaume Groen van Prinsterer.

## Werk en verzetswerk
Van 1928 tot 1933 was Bruins Slot advocaat en procureur te Amsterdam. In 1933 werd hij benoemd tot burgemeester van Adorp in de provincie Groningen. Hij probeerde tijdens de bezetting zo lang mogelijk aan te blijven om zo de invloed van de Duitsers te beperken, maar in 1942 lukte dat niet meer, zodat hij op 24 februari 1942 op verzoek eervol ontslagen werd. Hierna vestigde hij zich als advocaat te Sauwerd (Groningen) en begon in januari 1943 met zijn redactiewerk aan het illegale blad Trouw, onder de schuilnaam "Swarth". Hij was een van de steunpilaren binnen de organisatie van het illegale dagblad. Ook gaf hij leiding aan de toentertijd illegale ARP van 1943 tot 1945.

## Werkzaamheden na de oorlog
Na de bevrijding werd hij hoofdredacteur van het dagblad Trouw wat hij tot 1971 zou blijven. in 1945 werd hij aangezocht als minister van Binnenlandse Zaken in het kabinet Schemmerhorn-Drees. Hij weigerde dit omdat hij vond dat zij te lang verkiezingen wilden uitstellen, en hij het niet eens was met de geplande hervormingen van het omroepbestel. Op 4 juni 1946 werd hij lid van de Tweede Kamer namens de ARP, waarvan hij op 3 oktober 1956 fractievoorzitter werd. Hij zag Trouw primair als een politiek orgaan, wat vooral tot uiting kwam in zijn  hoofdredactionele commentaren, die sterk overeenkwamen met de behoudende lijn van de antirevolutionaire fractie in de Kamer. Tot eind 1949, vier jaar lang, bepaalde het verzet tegen de dekolonisatie van Indonesië grotendeels de inhoud van deze commentaren. Ook keurde de krant de ‘doorbraak’ van christenen naar de Partij van de Arbeid af. Na het Congres van Europa in Den Haag werd Bruin Slot met twee andere Nederlanders naar Parijs gestuurd om deel te nemen aan de studiecomissie die mogelijke Europese Eenwording bestudeerde. Hieruit ontstond uiteindelijk de Raad van Europa. Hiervan is Bruin Slot van 1949 tot 1957 lid geweest. Tevens was hij van 10 september 1952 tot 22 februari 1955 lid van de Gemeenschappelijke Vergadering van de Europese Gemeenschap voor Kolen en Staal (de voorloper van de Europese Unie). In het parlement was hij behalve fractievoorzitter ook de woordvoerder buitenland namens de ARP en een groot voorstander van Europese samenwerking. Hij hield zich tevens bezig met defensie, binnenlandse zaken, onderwijs en omroepzaken. Hij was een hoofdrolspeler in de "bouwcrisis" over de woningbouwproductie in 1960 en kwam daarbij met zijn fractie recht tegenover de eigen bewindslieden Van Aartsen en Zijlstra te staan. Op 4 april 1962 verklaarde hij in een politieke ommezwaai van de ARP in de Tweede Kamer dat bij de zaak Nieuw-Guinea naast behartiging van de belangen van de Papoea's overeenstemming met Indonesië doelstelling moest zijn. Hiermee werd afgeweken van de eerdere lijn die uitging van het zelfbeschikkingsrecht van de Papoea's. Door deze twee kwesties moe gestreden en uit de gratie geraakt van zijn partij legde hij op 16 mei 1963 zijn fractievoorzitterschap neer en even later, op 5 juni 1963 trok hij zich geheel terug uit de politiek en kwam hij weer dagelijks op zijn kantoor bij Trouw, waarvan hij hoofdredacteur bleef tijdens zijn politieke loopbaan. In 1971 verliet hij Trouw. Hij overleed in 1972. 

## Andere personalia
Op 29 juni 1933 trouwde Bruins Slot met Cornelie Catherine Hermance Rutgers, een dochter van oud-minister van Onderwijs, Kunsten en Wetenschappen Victor Henri Rutgers. Zij kregen twee zonen en vier dochters. Cornelie Bruins Slot-Rutgers overleed op 20 november 1947. Op 25 maart 1953 hertrouwde Bruins Slot met Wilhelmina Chardon, met wie hij één zoon kreeg.
Een van de dochters van Bruins Slot, de juriste en theologe Anneke Bruins Slot, is getrouwd met Jan Nico Scholten, voormalig Kamerlid van het CDA en ex-senator voor de PvdA.
Sieuwert Bruins Slot werd op 29 april 1957 benoemd tot Ridder in de Orde van de Nederlandse Leeuw. Van de Amerikanen ontving hij de Medal of Freedom in 1946.

## Publicaties van Bruins Slot
- Groen van Prinsterer bij het herstel der hiërarchie in de Roomsch-Katholieke Kerk in Nederland (dissertatie 1931)
- Bezinning en uitzicht. De motieven der huidige wereldontwikkeling en onze roeping daarin (1950)
- Kleine partij in grote wereld (1963)
- En ik was gelukkig, herinneringen (1972)

## Publicaties over Bruins Slot
- J.A. van Bennekom: "Bruins Slot. Een politicus die van inzicht durfde te veranderen", in: C. Bremmer, "Personen en momenten uit de geschiedenis van de Anti-Revolutionaire Partij" (1980)
- D.F.J. Bosscher, "Bruins Slot, Jan Albertus Hendrik Johan Sieuwert (1906-1972)", in: Biografisch Woordenboek van Nederland, deel II, 79
- Dr. Pieter Bak: "Een meneer van een krant. Trouw en Bruins Slot 1943-1968", proefschrift 1994
- Collectie-Bruins Slot, Historisch Documentatiecentrum voor het Nederlands Protestantisme